# Brandy Clark

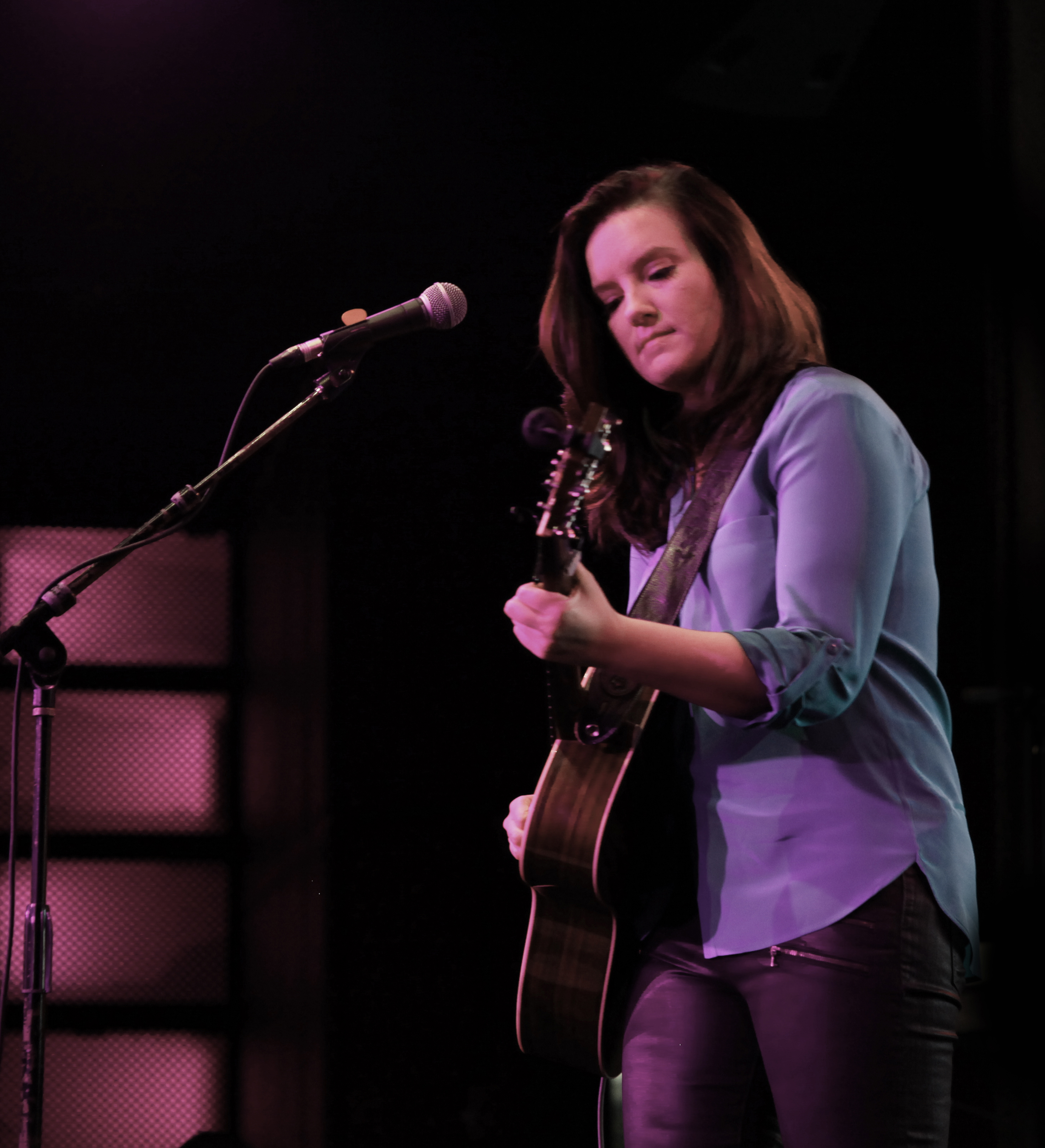
Brandy Clark

Brandy Lynn Clark (* 9. Oktober 1975 in Morton, Washington) ist eine US-amerikanische Songwriterin und Countrysängerin.

## Biografie
Mit neun Jahren lernte Brandy Gitarrespielen und machte für sich Musik. In der Schule konzentrierte sie sich aber erfolgreich auf Basketballspielen. Erst später gab sie den Sport auf und schloss sich lokalen Bands an, mit denen sie auftrat. 1998 ging sie nach Nashville, wo sie ein Musikwirtschaftsstudium an der Belmont University aufnahm. Als Songwriterin fand sie danach in Leadership Music einen Arbeitgeber. Erste Erfolge hatte sie ab 2010, als Reba McEntire zwei ihrer Songs aufnahm. Ihre größten Erfolge waren Better Dig Two von The Band Perry und Mama’s Broken Heart von Miranda Lambert, die Platz eins bzw. zwei der US-Countrycharts erreichten. Bei den Grammy Awards 2014 erhielt sie für das letztgenannte Lied eine Nominierung in der Kategorie Bester Countrysong. Für Follow Your Arrow, ein Top-Ten-Hit für Kacey Musgraves, wurde sie mit einem CMA-Award ausgezeichnet.
Während dieser Zeit trat Brandy Clark, zum Teil zusammen mit ihrem Songwriting-Partner Shane McAnally, auch als Sängerin in Nashville auf. Ab 2012 forcierte sie ihre Solokarriere und brachte eine EP als Independent-Veröffentlichung heraus. Sie spielte im Vorprogramm von Sheryl Crow und hatte noch im selben Jahr einen Auftritt in der Grand Ole Opry. Im Jahr darauf erschien ihr Debütalbum 12 Stories. Trotz Kritikerlob kam es jedoch nicht über Platz 23 der Countrycharts hinaus. Auch einen Singlehit enthielt das Album nicht. Trotzdem wurde Clark bei den CMA Awards als beste Newcomerin nominiert. Auch bei den folgenden Grammy Awards war sie ein Kandidat in der Newcomer-Kategorie und außerdem 12 Stories in der Kategorie Bestes Countryalbum nominiert. Ihr Song „Same Devil“ (mit Brandi Carlile) erhielt 2021 eine Grammy-Nominierung in der Kategorie Best American Roots Performance.

## Diskografie

### Alben
| Jahr | Titel                   | Höchstplatzierung, Gesamtwochen, AuszeichnungChartplatzierungen (Jahr, Titel, Platzierungen, Wochen, Auszeichnungen, Anmerkungen) | Höchstplatzierung, Gesamtwochen, AuszeichnungChartplatzierungen (Jahr, Titel, Platzierungen, Wochen, Auszeichnungen, Anmerkungen) | Anmerkungen |
| Jahr | Titel                   | US | Country | Anmerkungen |
| ---- | ----------------------- | --- | --- | ----------- |
| 2013 | 12 Stories              | US163 (2 Wo.)US | Country23 (10 Wo.)Country |             |
| 2016 | Big Day in a Small Town | US82 (1 Wo.)US | Country8 (7 Wo.)Country |             |
| 2020 | Your Life Is a Record   | — | Country46 (1 Wo.)Country |             |

### Livealben
- 2017: Live from Los Angeles

### Singles
- 2013: Stripes
- 2016: Girl Next Door
- 2016: Love Can Go to Hell
- 2020: Who You Thought I Was